# Чихак, Александру
Александру Чихак (рум. Alexandru Cihac; 8 сентября 1825, Яссы — 10 августа 1887, Майнц) — румынский филолог и лингвист; почётный член Румынской Академии. Он занимался исследованием, среди прочего, происхождением румынского языка. Является автором первого этимологического словаря языка. На основании количества слов славянского происхождения, преобладающих в его словаре, он  считал его креольским языком и отнёс румынский к славянской языковой семье.

## Биография
Родители: Жан Батист Хирт (Jean Baptiste Hirth), учитель из Гейдельберга и Тереза Хирт (Tereza Hirth), урожденная Питценвергер (Pitzenverger).
Его приёмный отец чех Якоб Чихак (Iacob Cihac, 1800–1888)  родился в баварском городе Ашаффенбурге, выучился на хирурга в университетах Гейдельберга и Вены. Он поселился в Яссах в 1825 году, выучил румынский язык и стал практикующим хирургом. В 1872 году в знак признания его медицинской и общественной деятельности он был избран почётным членом Румынской академии одновременно со своим приёмным сыном.
Александру Чихак уехал учиться в Германию в возрасте восьми лет, где и прошло его детство. Вернувшись в Яссы, приёмный отец взял его в свой бизнес. Со временем у них возникали разногласия по поводу ведения бизнеса и не только.
Он поселился в Германии в 1862 году и умер в Майнце в 1887 году.

## Работы
Автор первого этимологического словаря румынского языка. Он был опубликован в двух томах во Франкфурте в 1870 и 1879 годах соответственно.
Говорил на немецком как на родном языке, а также греческом и французском языках.